# Noel Ruíz
Noel Ruíz Campanioni (né le 18 janvier 1987 à Santiago de Cuba) est un athlète cubain, spécialiste du 400 m.
Il porte son record à 45 s 53 en 2011 à Barquisimeto.